# 人面魚 (日本)

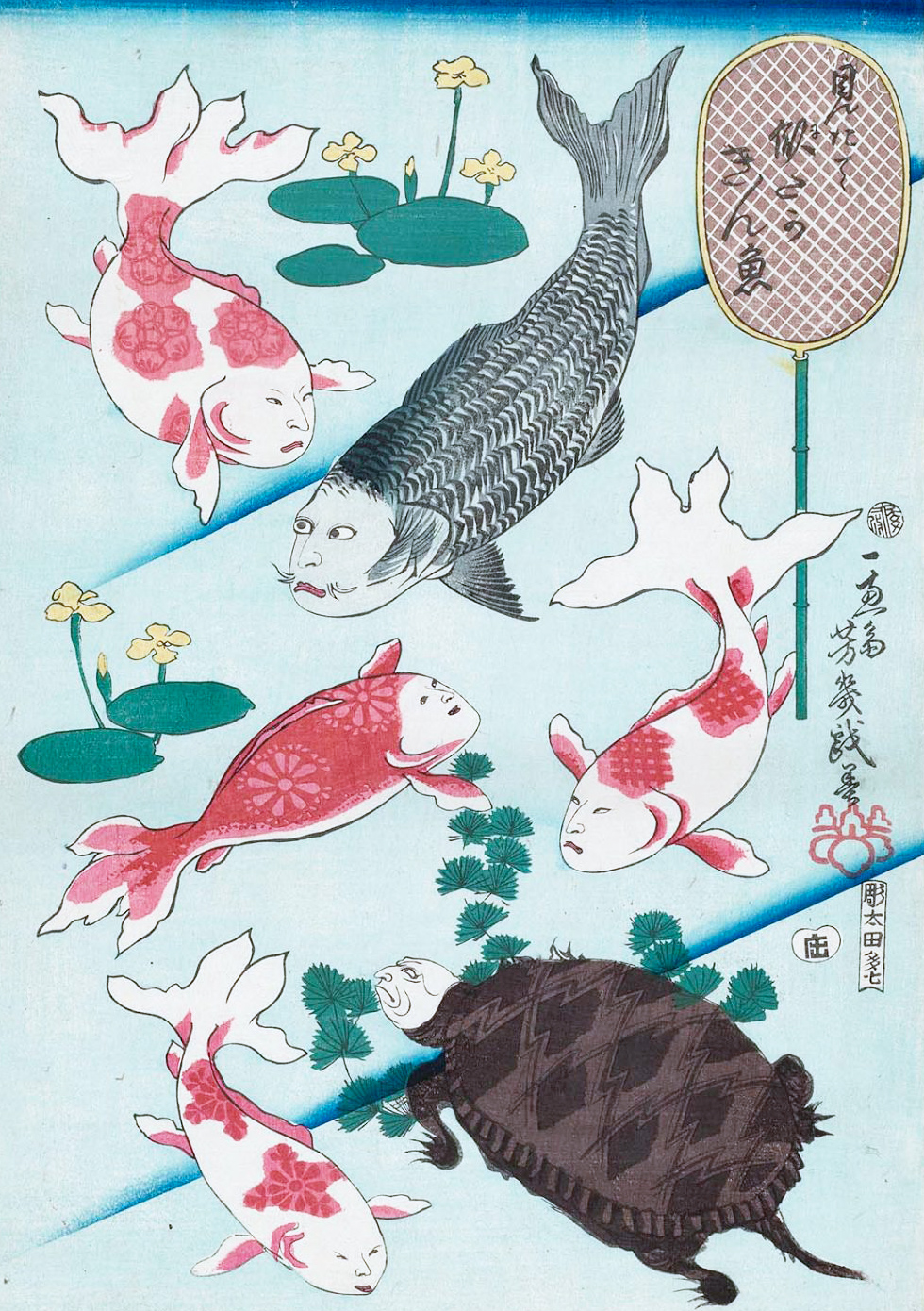
『看起來像金魚』芳幾作

人面魚（じんめんぎょ）是頭部有人類眼鼻的魚。

## 概要
日本各地出現的目撃情報也透過電視、雜誌流傳，擁有「人面」，大多是金色的鯉魚。在1990年春，『FRIDAY』雜誌刊載山形縣鶴岡市的人面魚照片。

## 其他
台灣有近似的都市傳說，2018年的電影《人面魚：紅衣小女孩外傳》以此為靈感創作，2023年漫畫家木可柯配合電影出版相關漫畫創作。